# Kevin De Bruyne
Kevin De Bruyne (Drongen, 28 de junho de 1991) é um futebolista belga que atua como meio-campista. Atualmente joga no Napoli.
Seu estilo de jogo frequentemente levou a mídia, treinadores e colegas a classificá-lo entre os melhores jogadores de sua geração e, não raro, entre os melhores meio-campistas da história do futebol, sendo descrito como um jogador completo.
De Bruyne começou sua carreira no Genk, onde era jogador regular quando venceu a Liga Pro Belga 2010–11. Em 2012, ingressou no clube inglês Chelsea, onde foi usado moderadamente e emprestado ao Werder Bremen. Ele assinou com o Wolfsburg por 18 milhões de libras em 2014 e em 2015 foi nomeado Futebolista Alemão do Ano. Mais tarde naquele ano, ele ingressou no Manchester City por um recorde de 54 milhões de libras. Em seis temporadas no City, De Bruyne apareceu em mais de 350 partidas e conquistou cinco títulos da Premier League, cinco Copas da Liga, duas FA Cup e uma Liga dos Campeões da UEFA. Ele teve um papel significativo na busca do City para se tornar o primeiro time da Premier League a atingir 100 pontos em uma única temporada no período de 2017–18. Além disso, De Bruyne foi eleito quatro vezes Jogador do Ano do Manchester City, em 2016 e 2018 e 2020 e 2022. Além disso, Kevin é o maior assistente da história do clube inglês.
De Bruyne fez sua estreia internacional completa em 2010 e, desde então, jogou 100 jogos pela seleção e marcou 27 gols. Ele foi membro da equipe belga que chegou às quartas de final na Copa do Mundo FIFA de 2014 e no Euro 2016. Já em 2018, foi um dos principais jogadores da Bélgica no 3º lugar conquistado na Copa do Mundo. Os belgas, que já haviam eliminado o Brasil, ficaram em 3º após vencerem a Inglaterra.

## Carreira

### Genk
Nascido em Drongen, Bélgica, De Bruyne começou sua carreira no KVV Drongen em 1997. Dois anos mais tarde, juntou-se ao Gent, onde permaneceu até 2005, depois transferiu-se para o Genk. Foi promovido a equipe principal no início da temporada 2008–09, mas fez sua estreia somente no dia 9 de maio de 2009, em uma derrota por 3–0 para o Charleroi.

### Chelsea
O Chelsea anunciou a contratação de De Bruyne no dia 31 de janeiro de 2012, com o jogador assinando contrato por cinco anos e meio. Ele permaneceu no Genk por empréstimo até o fim da temporada, juntando-se ao Chelsea na temporada seguinte. O jogador afirmou ao site oficial do clube: "Ir para um time como o Chelsea é um sonho, mas agora eu tenho que trabalhar para alcançar o nível que é necessário para jogar aqui."
De Bruyne estreou pelo clube inglês no dia 18 de julho de 2012, num amistoso contra o Seattle Sounders, da Major League Soccer (MLS). Na ocasião, os Blues venceram por 4–2.

### Werder Bremen

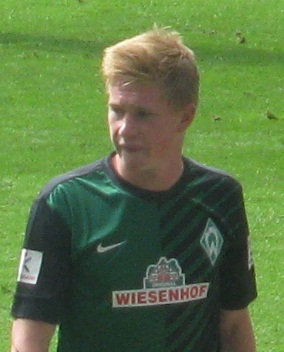
De Bruyne, pelo Werder Bremen, em 2012.

Em 2 de agosto de 2012, De Bruyne foi emprestado por uma temporada ao Werder Bremen. O jogador marcou seu primeiro gol pelo clube alemão numa vitória por 3–2 contra o Hannover. O belga terminou a temporada da Bundesliga anotando 10 gols e 10 assistências, sendo muito importante para salvá-los do rebaixamento. Por conta das boas atuações, foi eleito o melhor jogador jovem daquela edição.

### Retorno ao Chelsea

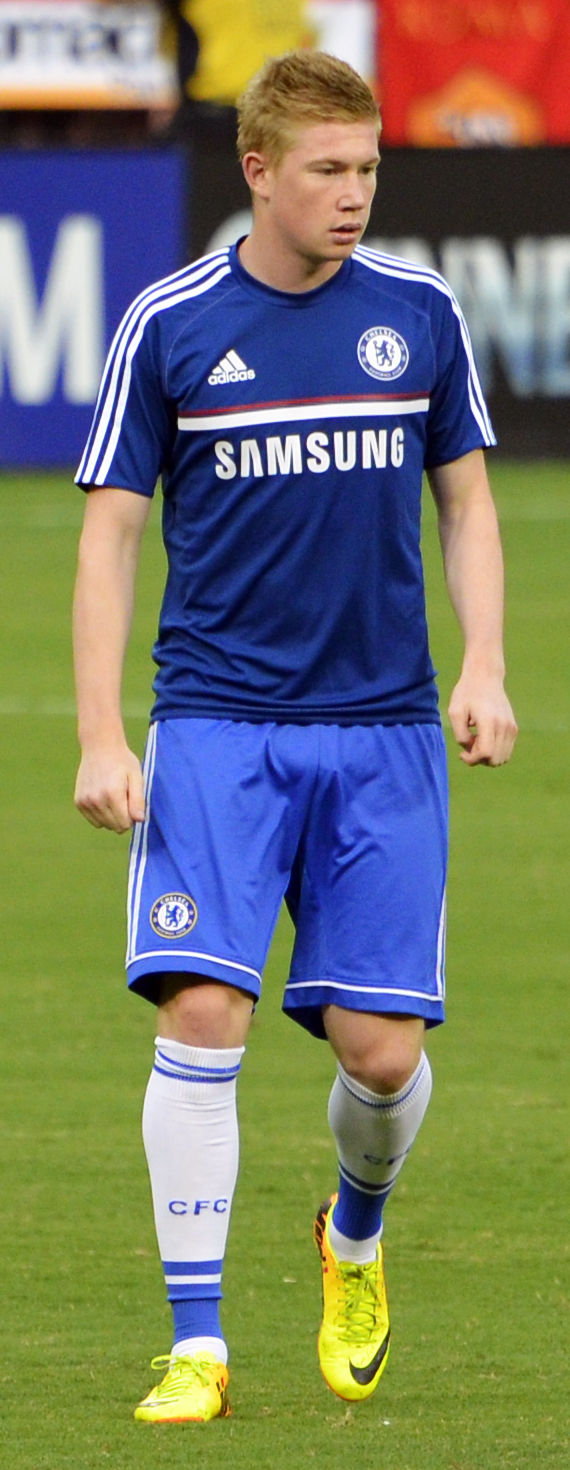
De Bruyne, pelo Chelsea, em 2013.

Após uma temporada de sucesso com o Werder Bremen, o jogador retornou oficialmente ao Chelsea no dia 1 de julho de 2013. De Bruyne lesionou o joelho no jogo em que ele marcou seu primeiro gol pelo Chelsea, num amistoso de pré-temporada contra o Malaysia XI, mas se recuperou a tempo de fazer sua estreia no primeiro jogo da temporada 2013–14 da Premier League contra o Hull City, dando uma assistência para o primeiro gol na vitória por 2–0.

### Wolfsburg
Foi anunciado pelo Wolfsburg no dia 18 de janeiro de 2014, tendo custado aproximadamente 20 milhões de euros (R$ 64 milhões). Estreou pela equipe no dia 25 de janeiro de 2014, numa derrota em casa por 3–1 para o Hannover.
Na temporada 2014–15 da Bundesliga, De Bruyne marcou dois gols e deu duas assistências na goleada por 4–1 sobre o Bayern de Munique. O Wolfsburg terminou a temporada na 2ª colocação da Bundesliga e ganhou o direito de participar, diretamente, da Liga dos Campeões da UEFA de 2015–16.
No dia 30 de maio de 2015, em partida válida pela final da Copa da Alemanha, De Bruyne anotou o gol da virada na vitória por 3–1 contra o Borussia Dortmund. De Bruyne foi o líder de assistências na Bundesliga de 2014–15 chegando ao impressionante número de 20. Também foi escolhido como o Melhor Jogador da Bundesliga e da Copa da Alemanha de 2014–15. Em 20 de outubro de 2015, foi eleito para a lista de 23 melhores jogadores do ano de 2015. De Bruyne ficou no décimo oitavo lugar no bola de ouro 2015.

### Manchester City

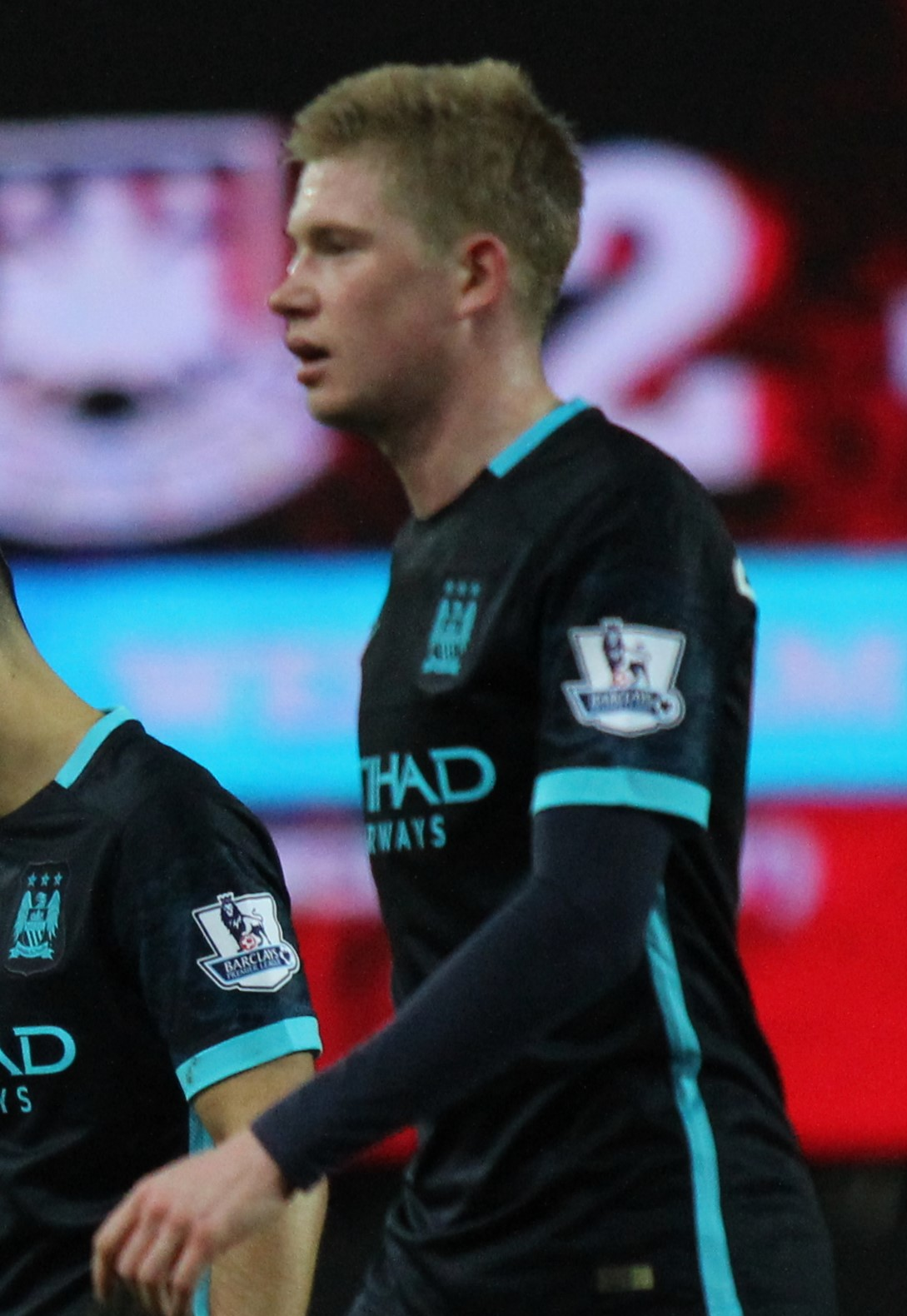
De Bruyne, pelo Manchester City, em 2016.

No dia 30 de agosto de 2015, De Bruyne foi anunciado oficialmente como reforço do Manchester City, passando a ser a transferência mais cara da história do clube inglês e também o jogador belga mais caro da história. Logo em sua temporada de estreia foi nomeado o melhor jogador do clube, tendo completado 17 gols e 15 assistências ao longo da temporada. Em dois jogos válidos pela quartas de final da Liga dos Campeões da UEFA contra o Paris Saint Germain, o belga decidiu marcando dois gols na vitória por 3–2 no placar agregado, eliminando os parisienses e classificando os Citizens para a semifinal pela primeira vez na história.
Na segunda temporada, foi o líder de assistências na Premier League registrando 18 passes para gol. Em 2017–18, sua terceira temporada com a camisa do City, foi o maior destaque da campanha impecável dos azuis de Manchester que se sagraram campeões da Premier League batendo o recorde de pontuação na história do campeonato. O City foi o campeão inglês com 100 pontos e apenas duas derrotas durante todas as 38 rodadas. O meia belga foi novamente o líder de assistências do campeonato com um total de 16 contribuições para gols de seus companheiros. Além disso, também foi premiado como o melhor jogador da Premier League e também como melhor do Manchester City na temporada pela segunda vez em três temporadas pelo clube. De Bruyne terminou o ano sendo eleito o nono melhor jogador do Ballon d'Or 2018 e também o oitavo melhor jogador no The Best FIFA Football Awards 2018.
Foi bicampeão nacional pelo City em 2018–19 e ajudou a equipe a completar uma temporada histórica vencendo todos os quatro títulos nacionais: Premier League, Copa da Inglaterra, Copa da Liga Inglesa e Supercopa da Inglaterra. Em 2019–20, alcançou pela terceira vez o posto de líder em assistências na Premier League, desta vez efetuando um total de 20 passes e assim estabelecendo um novo recorde de assistências em uma temporada da competição, somado mais 13 gols no campeonato. Consequentemente De Bruyne terminou a temporada sendo eleito o melhor jogador do ano Inglaterra pelo PFA Player of The year e sendo eleito melhor meio campista da Liga dos campeões da UEFA 2019-20 e ficando no quinto lugar no The Best FIFA Football Awards 2020, e também sendo eleito o segundo melhor Jogador do Ano da UEFA em 2020.
Na temporada 2020–21, conquistou seu 3.° título de Premier League com o City fazendo 6 gols e 12 assistências em 25 partidas. Também foi campeão da Copa da Liga Inglesa pela quarta vez seguida. Na Champions League, foi um dos maiores destaques da boa campanha do clube que foi finalista perdendo o título em uma final inglesa para o Chelsea por 1–0 no Estádio do Dragão. No jogo válido pela semifinal da Liga dos Campeões da UEFA 2020-21 contra o Paris Saint Germain no estádio Parc des Princes De Bruyne marcou o gol que o consagrou como o primeiro jogador da história do Manchester City a marcar em uma semifinal de Liga dos Campeões da UEFA. De Bruyne marcou 3 gols, todos no mata-mata, e deu quatro assistências durante a campanha. Na final, sofreu uma lesão na face após um choque com o zagueiro alemão Antonio Rüdiger e por essa razão foi substituído no começo do 2° tempo. Encerrou a temporada com 10 gols e 18 assistências. Com isso De Bruyne pelo segundo ano seguido foi eleito o segundo melhor Jogador do Ano da UEFA em 2021.
Em 17 de outubro de 2022, De Bruyne ficou na terceira posição do prêmio Bola de Ouro, dado pela revista France Football como melhor jogador do mundo na temporada (2021/22). E pelo terceiro ano seguido o meia belga é eleito o segundo melhor Jogador do Ano da UEFA em 2022.
Em 12 de janeiro de 2023, foi um dos 14 indicados pela Fifa ao prêmio de melhor jogador do mundo, o The Best.

#### 2022–23
De Bruyne participou da melhor temporada da história do City, vencendo a Champions League, Premier League e a Copa da Inglaterra. Ele ajudou com 49 jogos,  10 gols, 28 assistências e 0.77 participações em gols por jogo, além de dois gols e seis assistências nas competições europeias. Em jogo válido pela semifinal da Liga dos Campeões da UEFA contra o Real Madrid, no Santiago Bernabeu, De Bruyne marcou um golaço de fora da área dando uma fatiada com o pé, deixando o fim do placar empatado em 1–1 contra os merengues. Já pelo jogo da volta, no Etihad Stadium, o time de Manchester foi absoluto em campo, goleou por 4–0 e se classificou para final, com o meio-campista belga dando duas assistências na partida. Junto ao Manchester City, De Bruyne terminou a temporada faturando a tríplice coroa, vencendo a Copa da Inglaterra, a Premier League e a Liga dos Campeões da UEFA. O jogador foi titular e importante nas três conquistas, terminando como líder de assistências nas três competições que a equipe venceu.

#### 2023–24
Seu primeiro jogo na temporada 2023–24 após uma lesão grave na primeira rodada da Premier League contra o Burnley, foi contra o Huddersfield pela Copa da Inglaterra, na vitória do City por 5–0, com direito a uma assistência de De Bruyne para o gol de Jérémy Doku.
Em 15 de janeiro de 2024, a FIFA anunciou a seleção do ano de 2023 no prêmio Fifa The Best e Bernardo foi escolhido um dos centro campistas.
Kevin De Bruyne encerrou a temporada em alta, ele teve um retorno notável à Premier League após uma lesão que o afastou desde a primeira rodada. Apesar do tempo perdido anotou quatro gols e deu dez assistências em apenas 17 jogos disputados. Sua contribuição foi vital para o título da premier.

#### 2024-25
No dia 4 de abril de 2025, o meia belga anunciou, através de suas redes sociais, que iria deixar o Manchester City após o fim de seu contrato, em junho.

### Napoli

#### 2024-25
Em 12 de junho de 2025, o Napoli anunciou Kevin De Bruyne como o seu mais novo reforço. O craque belga assina com o clube italiano por dois anos. 

## Seleção Nacional
Antes de fazer sua estreia na Seleção Belga, De Bruyne era elegível para jogar por Burundi, o local de nascimento de sua mãe.
O jogador estreou pela Bélgica no dia 11 de agosto de 2010, em um amistoso contra a Finlândia. Na ocasião, os belgas foram derrotados por 1–0.
Foi convocado por Marc Wilmots entre os 23 para defender a Seleção Belga na Copa do Mundo de 2014. Foi titular em quatro dos cinco jogos na campanha belga e marcou um gol na prorrogação contra os Estados Unidos, em jogo válido pelas oitavas de final.

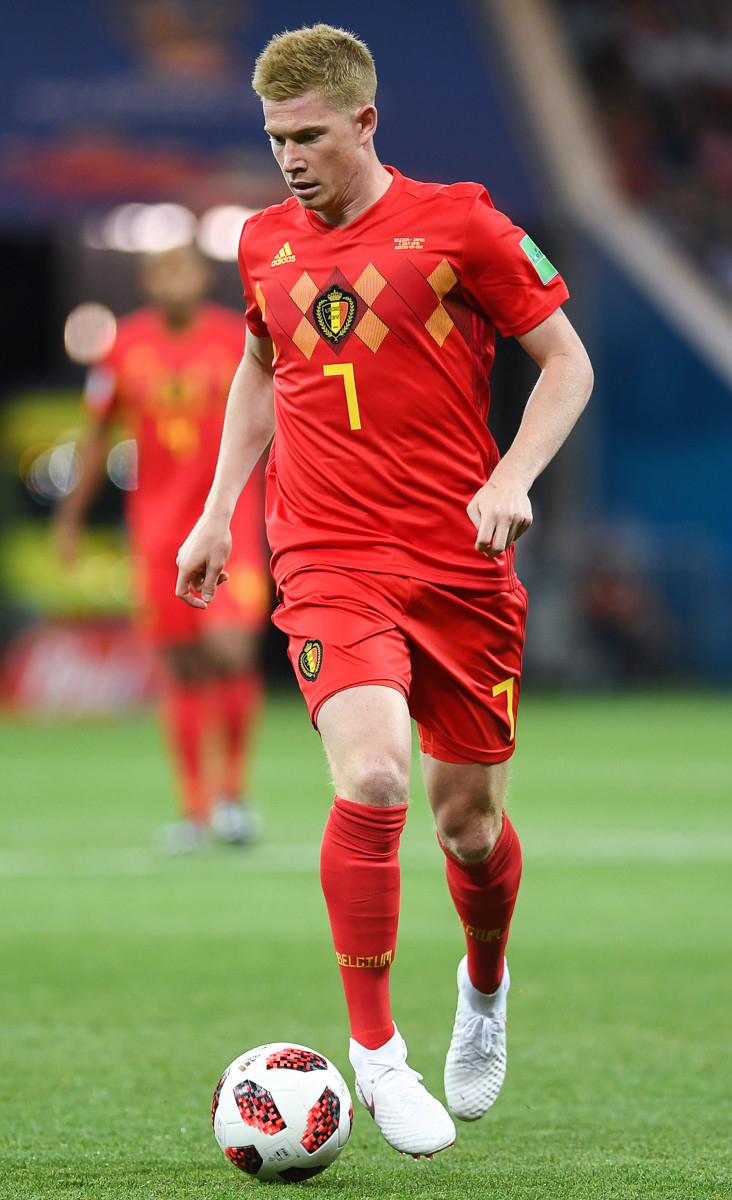
De Bruyne, pela Seleção Belga, na Copa do Mundo de 2018.

Fez cinco gols durante a campanha belga nas Eliminatórias da Eurocopa de 2016 e, como era de se esperar, esteve novamente entre os convocado de Wilmots para a disputa da Euro 2016. De Bruyne deixou a competição em branco, sem fazer nenhum gol. Nas Eliminatórias da Copa do Mundo FIFA de 2018 também não marcou nenhum gol, mas foi peça chave da campanha que classificou a Bélgica para o mundial, sendo um dos principais passadores da fase de qualificação.
Após ótima temporada pelo Manchester City, foi convocado para disputar a Copa do Mundo de 2018. Foi titular absoluto em seis dos sete jogos da ótima campanha belga, que ficou com o inédito 3º lugar do torneio, ficando de fora apenas quando esteve poupado na partida contra a Inglaterra, pela 3ª rodada da fase de grupos. O jogador teve ótima atuação contra a Seleção Brasileira nas quartas de final, marcando o segundo gol da vitória por 2–1. Encerrou sua participação no torneio com um gol marcado e duas assistências distribuídas.
Convocado para disputar a Euro 2020 mesmo após sofrer uma lesão na face durante a final da Liga dos Campeões da UEFA, De Bruyne estreou no torneio na partida contra a Dinamarca, válida pela 2ª rodada. O meia entrou no intervalo quando o placar estava 1–0 para os dinamarqueses; em poucos minutos em campo, o craque marcou um gol e deu uma assistência, sendo fundamental para a vitória de virada. Na partida seguinte, foi titular e deu mais uma assistência para o companheiro Romelu Lukaku definir a vitória por 2–0 contra a Finlândia, mantendo o aproveitamento de 100% da Bélgica no torneio.

## Estatísticas
Atualizadas até 8 de março de 2025.
Clubes
| Clube             | Temporada         | Campeonato nacional | Campeonato nacional | Campeonato nacional | Copa nacional | Copa nacional | Copa nacional | Competições continentais | Competições continentais | Competições continentais | Outros torneios | Outros torneios | Outros torneios | Total | Total | Total   |
| Clube             | Temporada         | Jogos               | Gols                | Assist.             | Jogos         | Gols          | Assist.       | Jogos                    | Gols                     | Assist.                  | Jogos           | Gols            | Assist.         | Jogos | Gols  | Assist. |
| ----------------- | ----------------- | ------------------- | ------------------- | ------------------- | ------------- | ------------- | ------------- | ------------------------ | ------------------------ | ------------------------ | --------------- | --------------- | --------------- | ----- | ----- | ------- |
| Genk              | 2008–09           | 2                   | 0                   | 0                   | —             | —             | —             | —                        | —                        | —                        | —               | —               | —               | 2     | 0     | 0       |
| Genk              | 2009–10           | 35                  | 3                   | 4                   | 2             | 0             | 0             | 2                        | 0                        | 0                        | 1               | 0               | 0               | 40    | 3     | 4       |
| Genk              | 2010–11           | 32                  | 5                   | 16                  | —             | —             | —             | 3                        | 1                        | 1                        | —               | —               | —               | 35    | 6     | 17      |
| Genk              | 2011–12           | 28                  | 8                   | 14                  | 1             | 0             | 0             | 6                        | 0                        | 1                        | 1               | 0               | 0               | 36    | 8     | 15      |
| Genk              | Total             | 97                  | 16                  | 34                  | 3             | 0             | 0             | 11                       | 1                        | 2                        | 2               | 0               | 0               | 113   | 17    | 36      |
| Werder Bremen     | 2012–13           | 33                  | 10                  | 10                  | 1             | 0             | 1             | —                        | —                        | —                        | —               | —               | —               | 34    | 10    | 10      |
| Werder Bremen     | Total             | 33                  | 10                  | 10                  | 1             | 0             | 1             | —                        | —                        | —                        | —               | —               | —               | 34    | 10    | 10      |
| Chelsea           | 2013–14           | 3                   | 0                   | 1                   | 3             | 0             | 0             | 3                        | 0                        | 0                        | —               | —               | —               | 9     | 0     | 1       |
| Chelsea           | Total             | 3                   | 0                   | 1                   | 3             | 0             | 0             | 3                        | 0                        | 0                        | —               | —               | —               | 9     | 0     | 1       |
| Wolfsburg         | 2013–14           | 16                  | 3                   | 6                   | 2             | 0             | 1             | —                        | —                        | —                        | —               | —               | —               | 18    | 3     | 7       |
| Wolfsburg         | 2014–15           | 34                  | 10                  | 20                  | 6             | 1             | 2             | 11                       | 5                        | 5                        | —               | —               | —               | 51    | 16    | 27      |
| Wolfsburg         | 2015–16           | 2                   | 0                   | 0                   | 1             | 1             | 1             | —                        | —                        | —                        | 1               | 0               | 1               | 4     | 1     | 2       |
| Wolfsburg         | Total             | 52                  | 13                  | 26                  | 9             | 2             | 4             | 11                       | 5                        | 5                        | 1               | 0               | 1               | 73    | 20    | 36      |
| Manchester City   | 2015–16           | 25                  | 7                   | 9                   | 6             | 6             | 4             | 10                       | 3                        | 0                        | —               | —               | —               | 41    | 16    | 13      |
| Manchester City   | 2016–17           | 36                  | 6                   | 18                  | 6             | 0             | 0             | 7                        | 1                        | 2                        | —               | —               | —               | 49    | 7     | 20      |
| Manchester City   | 2017–18           | 37                  | 8                   | 16                  | 7             | 3             | 1             | 8                        | 1                        | 4                        | —               | —               | —               | 52    | 12    | 21      |
| Manchester City   | 2018–19           | 19                  | 2                   | 2                   | 9             | 4             | 5             | 4                        | 0                        | 4                        | —               | —               | —               | 32    | 6     | 11      |
| Manchester City   | 2019–20           | 35                  | 13                  | 20                  | 5             | 1             | 1             | 7                        | 2                        | 2                        | 1               | 0               | 0               | 48    | 16    | 23      |
| Manchester City   | 2020–21           | 25                  | 6                   | 12                  | 7             | 1             | 2             | 8                        | 3                        | 4                        | —               | —               | —               | 40    | 10    | 18      |
| Manchester City   | 2021–22           | 30                  | 15                  | 8                   | 5             | 2             | 3             | 10                       | 2                        | 3                        | —               | —               | —               | 44    | 19    | 14      |
| Manchester City   | 2022–23           | 32                  | 7                   | 16                  | 6             | 1             | 5             | 10                       | 2                        | 6                        | 1               | 0               | 2               | 49    | 10    | 28      |
| Manchester City   | 2023–24           | 18                  | 4                   | 10                  | 5             | 0             | 5             | 2                        | 2                        | 1                        | 1               | 0               | 1               | 26    | 6     | 17      |
| Manchester City   | 2024–25           | 19                  | 2                   | 6                   | 2             | 0             | 1             | 7                        | 0                        | 0                        | 1               | 0               | 0               | 29    | 4     | 7       |
| Manchester City   | Total             | 276                 | 70                  | 118                 | 58            | 18            | 27            | 73                       | 16                       | 25                       | 4               | 0               | 3               | 411   | 106   | 171     |
| Total na carreira | Total na carreira | 461                 | 109                 | 188                 | 74            | 20            | 32            | 98                       | 22                       | 32                       | 7               | 0               | 4               | 640   | 153   | 254     |

### Seleção Belga
| Ano   | Copa do Mundo | Copa do Mundo | Copa do Mundo | Eurocopa | Eurocopa | Eurocopa | Liga das Nações | Liga das Nações | Liga das Nações | Qualificação Mundial | Qualificação Mundial | Qualificação Mundial | Qualificação Eurocopa | Qualificação Eurocopa | Qualificação Eurocopa | Amistosos | Amistosos | Amistosos | Total | Total | Total   |
| Ano   | Jogos         | Gols          | Assist.       | Jogos    | Gols     | Assist.  | Jogos           | Gols            | Assist.         | Jogos                | Gols                 | Assist.              | Jogos                 | Gols                  | Assist.               | Jogos     | Gols      | Assist.   | Jogos | Gols  | Assist. |
| ----- | ------------- | ------------- | ------------- | -------- | -------- | -------- | --------------- | --------------- | --------------- | -------------------- | -------------------- | -------------------- | --------------------- | --------------------- | --------------------- | --------- | --------- | --------- | ----- | ----- | ------- |
| 2010  | —             | —             | —             | —        | —        | —        | —               | —               | —               | —                    | —                    | —                    | —                     | —                     | —                     | 1         | 0         | 0         | 1     | 0     | 0       |
| 2011  | —             | —             | —             | —        | —        | —        | —               | —               | —               | —                    | —                    | —                    | —                     | —                     | —                     | 1         | 0         | 0         | 1     | 0     | 0       |
| 2012  | —             | —             | —             | —        | —        | —        | —               | —               | —               | 4                    | 1                    | 2                    | —                     | —                     | —                     | 2         | 0         | 0         | 6     | 1     | 2       |
| 2013  | —             | —             | —             | —        | —        | —        | —               | —               | —               | 6                    | 3                    | 2                    | —                     | —                     | —                     | 5         | 0         | 3         | 11    | 3     | 5       |
| 2014  | 4             | 1             | 2             | —        | —        | —        | —               | —               | —               | —                    | —                    | —                    | 3                     | 2                     | 1                     | 4         | 1         | 3         | 11    | 4     | 6       |
| 2015  | —             | —             | —             | —        | —        | —        | —               | —               | —               | —                    | —                    | —                    | 7                     | 3                     | 1                     | 1         | 1         | 1         | 8     | 4     | 2       |
| 2016  | —             | —             | —             | 5        | 0        | 3        | —               | —               | —               | 2                    | 0                    | 1                    | —                     | —                     | —                     | 5         | 1         | 2         | 12    | 1     | 6       |
| 2017  | —             | —             | —             | —        | —        | —        | —               | —               | —               | 5                    | 0                    | 3                    | —                     | —                     | —                     | 3         | 0         | 0         | 8     | 0     | 3       |
| 2018  | 6             | 1             | 2             | —        | —        | —        | —               | —               | —               | —                    | —                    | —                    | —                     | —                     | —                     | 4         | 1         | 2         | 10    | 2     | 4       |
| 2019  | —             | —             | —             | —        | —        | —        | —               | —               | —               | —                    | —                    | —                    | 6                     | 4                     | 6                     | —         | —         | —         | 6     | 4     | 6       |
| 2020  | —             | —             | —             | —        | —        | —        | 4               | 1               | 3               | —                    | —                    | —                    | —                     | —                     | —                     | —         | —         | —         | 4     | 1     | 3       |
| 2021  | —             | —             | —             | 4        | 1        | 2        | 2               | 0               | 3               | 4                    | 2                    | 2                    | —                     | —                     | —                     | —         | —         | —         | 10    | 3     | 7       |
| 2022  | 3             | 0             | 0             | —        | —        | —        | 5               | 2               | 1               | —                    | —                    | —                    | —                     | —                     | —                     | 1         | 0         | 0         | 9     | 2     | 1       |
| 2023  | —             | —             | —             | —        | —        | —        | —               | —               | —               | —                    | —                    | —                    | 1                     | 0                     | 0                     | 1         | 1         | 2         | 2     | 1     | 2       |
| 2024  | —             | —             | —             | 4        | 1        | 0        | —               | —               | —               | —                    | —                    | —                    | —                     | —                     | —                     | 2         | 1         | 0         | 6     | 2     | 0       |
| Total | 13            | 2             | 4             | 13       | 2        | 5        | 11              | 3               | 7               | 21                   | 6                    | 10                   | 17                    | 9                     | 8                     | 29        | 5         | 13        | 105   | 28    | 47      |

## Títulos
Genk
- Copa da Bélgica: 2008–09
- Campeonato Belga: 2010–11
- Supercopa da Bélgica: 2011

Wolfsburg
- Copa da Alemanha: 2014–15
- Supercopa da Alemanha: 2015

Manchester City
- Copa da Liga Inglesa: 2015–16, 2017–18, 2018–19, 2019–20 e 2020–21
- Premier League: 2017–18, 2018–19, 2020–21, 2021–22, 2022–23 e 2023–24
- Copa da Inglaterra: 2018–19 e 2022–23
- Supercopa da Inglaterra: 2019 e 2024
- Liga dos Campeões da UEFA: 2022–23

### Prêmios individuais
- Melhor jogador da partida da Copa do Mundo de 2014: Bélgica 2–1 Argélia
- Jogador jovem do Ano da Bundesliga: 2012-13
- Jogador do Ano da Bundesliga: 2014–15[33]
- Equipe do Ano da Bundesliga: 2014–15[34]
- Futebolista Alemão do Ano: 2015
- Desportista Belga do Ano: 2015[35]
- Jogador do Ano do Manchester City: 2015–16,[36] 2017–18,[37] 2019–20,[38] 2021-22.
- Melhor Jogador do Ano (The Guardian): 2016 (13º),[39] 2017 (4º),[40] 2018 (8º),[41] 2019 (12º),[42] 2020 (4º),[43] 2021 (10º)[44]
- Melhor Jogador do Ano (Marca): 2016 (33º),[45] 2017 (10º),[46] 2018 (10º),[47] 2019 (24º),[48] 2020 (13º)[49]
- Equipe do Ano da UEFA: 2017,[50] 2019,[51] 2020
- Jogador do Ano da UEFA[52] 2018 ( 7°),  2020 (2°),  2021 (2°),  2022 (2°).
- Equipe do Ano ESM: 2017–18, 2019–20, 2020–21
- Equipe do Ano PFA da Premier League: 2017–18,[53] 2019–20,[54] 2020–21,[55] 2021–22[56]
- Playmaker da Temporada da Premier League: 2017–18,[57] 2019–20,[58] 2022-23.
- Melhor jogador da partida da Copa do Mundo de 2018: Brasil 1–2 Bélgica (Quartas-de-final)[59]
- Seleção da Liga dos Campeões da UEFA: 2017–18,[60] 2018–19,[61] 2019–20,[62] 2020–21,[63] 2021-22,  2022–23[64]
- Jogador da Temporada da Premier League: 2019–20,[65] 2021–22
- Futebolista Inglês do Ano da PFA: 2019–20,[66] 2020–21[67]
- Meia do Ano da UEFA: 2019–20
- FIFPro World XI: 2020, 2021, 2022, 2023, 2024[68]
- Equipe Mundial do Ano da IFFHS: 2022[69]
- EA Sports: Time do Ano do FIFA 23[70]
- Time da temporada do Jornal Marca: 2022-23[71]

### Artilharias
- Copa da Liga Inglesa de 2015–16 (5 gols)[carece de fontes?]

### Líder de assistências
- Bundesliga de 2014–15 (20 assistências)[carece de fontes?]
- Premier League de 2016–17 (18 assistências)[carece de fontes?]
- Premier League de 2017–18 (16 assistências)[carece de fontes?]
- Premier League de 2019–20 (20 assistências)[carece de fontes?]
- Premier League de 2022–23 (16 assistências)[carece de fontes?]
- Copa da Inglaterra de 2022–23 (4 assistências)[72]
- Liga dos Campeões da UEFA de 2022–23 (7 assistências)